# ساتوشی تاکاهاشی
ساتوشی تاکاهاشی (ژاپنی: 高橋 聡؛ زادهٔ ۱۱ مارس ۱۹۸۴) یک بازیکن فوتبال اهل ژاپن است.
از باشگاه‌هایی که در آن بازی کرده‌است می‌توان به باشگاه فوتبال یوکوهاما اشاره کرد.